# Fómite
Un fómite es cualquier objeto carente de vida o sustancia que, si se contamina con algún patógeno viable, tal como bacterias, virus, hongos o parásitos, es capaz de transferir dicho patógeno de un individuo a otro. Por eso también se les denomina "vector pasivo". Las células de la piel, el pelo, las vestiduras y las sábanas son fuentes comunes de contaminación en los hospitales.

## Etimología
La palabra fómite es un cultismo derivado del latín fōmĕs (por apócope del acusativo singular fōmĭtĕm), que significa literalmente yesca.

## Vector pasivo
Los fómites se encuentran particularmente vinculados a las infecciones asociadas a la atención de  salud, antiguamente conocidas como infecciones intrahospitalarias, pues sirven como posibles medios de traspaso de patógenos entre pacientes. Los estetoscopios y las corbatas son dos fómites muy comúnmente asociados a los trabajadores de la salud. El equipamiento básico de hospital, tales como los tubos de goteo intravenoso, catéteres, y equipamiento de soporte vital pueden funcionar también como transportes, cuando los patógenos forman biopelículas en su superficie. Una cuidadosa esterilización de estos objetos previene las infecciones.
Las investigaciones han demostrado que las superficies pulidas (no porosas) (tales como cristales, picaportes, etc.) son mejores transmisores de virus y bacterias que los materiales porosos (por ejemplo papel moneda). El motivo es que los materiales porosos, en especial aquellos que contienen fibras, absorben y atrapan los contaminantes, lo que hace más difícil contraerlos por un simple toque.